# Dolichopeza (Nesopeza) toala
Dolichopeza (Nesopeza) toala is een tweevleugelige uit de familie langpootmuggen (Tipulidae). De soort komt voor in het Oriëntaals gebied.